# Farma
El Farma es un torrente italiano, que fluye en la región de Toscana. Es un corto río de 34 km que marca el límite entre las provincias de Grosseto y Siena.
El Farma nace en el monte público Selva di Tatti, en las Colline Metallifere, a una altitud de 550 m s. n. m. El nacimiento del río dista unos 11 km al sur de Montieri y 9 km al noroeste de Roccastrada, ambos en la provincia de Grosseto. Se forma y prosigue en el límite entre ambos términos municipales, mediante la acumulación de arroyos de ambos municipios y algunos de hasta 3 km del vecino municipio de Massa Marittima. Posteriormente entra en el municipio de Roccastrada y más tarde marca el límite entre su término municipal y el de Monticiano, ya en la provincia de Siena. El Farma reentra en la provincia de Grosseto en el término municipal de Civitella Paganico, donde pasa por la reserva natural Farma, área natural protegida creada en 1996. En esta zona pasa junto a las termas de Petriolo, en el valle del Ombrone, llegando finalmente al límite con Murlo marcado por el río Merse, cerca de la aldea de Pian di Rocca, donde desemboca, tras un recorrido total de 34 km.